# 巴金 (小行星)
小行星8315（1997 WA22），又稱巴金星。是由中国科学院国家天文台北京天文台施密特CCD小行星計劃於1997年11月25日在中華人民共和國河北省承德市兴隆县发现的一个主带小行星。